# Fantasma di Catalina Lercaro

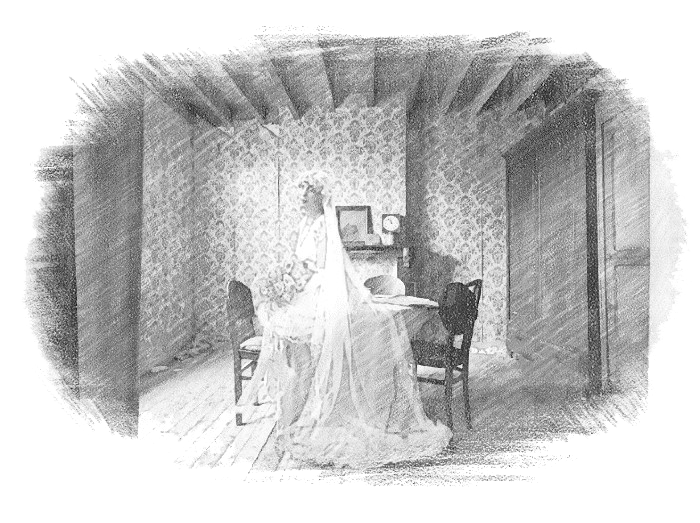
Rappresentazione contemporanea del fantasma di Catalina Lercaro

Il fantasma di Catalina Lercaro è una leggenda popolare di Tenerife (Spagna).
Catalina Lercaro era una donna appartenente alla ricca famiglia dei Lercaro, importanti mercanti genovesi che si stabilirono, alla fine del XVI secolo, a Tenerife dopo la sua conquista. Essi si stabilirono nella città di San Cristóbal de La Laguna, l'antica capitale delle Isole Canarie.
Caterina era la figlia di Antonio Lercaro. Venne costretta a sposare un uomo molto più vecchio, che godeva di una buona posizione economica. Questo matrimonio di convenienza, non fu da lei apprezzato e il giorno del suo matrimonio decise di suicidarsi gettandosi nel pozzo che si trovava nel cortile della sua casa-palazzo. La leggenda suggerisce che il corpo di Catalina fu sepolto in una delle sale del palazzo, perché, essendosi suicidata, la Chiesa cattolica si oppose ad una sepoltura cristiana in un cimitero. Questi fatti portarono la famiglia Lercaro a trasferirsi a La Orotava. Da allora molte persone affermano di aver visto lo spettro di Catalina Lercaro passeggiando per le sale del museo. Più tardi, nel 1993, la casa-palazzo è diventata l'attuale Museo di storia e antropologia di Tenerife.
Quello di Catalina Lercaro è il più famoso spettro delle Isole Canarie ed è una delle storie di fantasmi più conosciute della Spagna.